# Restless (Album)
Restless ist ein Musikalbum des US-amerikanischen Rappers Xzibit.
Restless erschien 2000 auf Epic Records & Loud Records, beides Unterlabels von Sony Music Entertainment Inc., sowie auf Xzibits eigenem Label Open Bar Entertainment und wird dem Genre Rap, spezieller dem West Coast Rap zugerechnet. Es ist das mit Abstand erfolgreichste Album von Xzibit und markiert dessen Durchbruch in die Riege der Rap-Stars.

## Bedeutung
Restless ist das dritte Album von Xzibit. Dieser brach hier mit seinem Stil der beiden vorherigen Alben, der von den Alkaholiks beeinflusst war und nahm einen massentauglicheren an, der dem typischen Klang von Dr. Dre ähnelte. Das Album wurde am 23. Januar 2001 von der RIAA mit Platin ausgezeichnet.

## Trackliste
1. Intro/Restless (1:14) – Intro; besteht aus zusammengeschnittenen Kommentaren zu Xzibit, bevor dieser wie beim Anheizen in einem Konzert, das Album eröffnet.
  - Produziert von Sir Jinx & Thayod
2. Front 2 Back (3:02) – Battle-Rap
  - Produziert von Rockwilder
3. Been A Long Time (3:57) – Battle-Rap
  - Mit Nate Dogg
  - Produziert von Battle Cat
4. U Know (3:25) – Battle-Rap
  - Mit Dr. Dre
  - Produziert von Dr. Dre & Dominick „Nottz“ Lamb
5. X (4:14) – Eine Hymne auf Xzibit, kurz „X“. Ansonsten typischer Battle-Rap.
  - Mit Snoop Dogg
  - Produziert von Dr. Dre, Mel-Man & Scott Storch
6. Alkaholik (3:38) – Eine Hymne auf das künstlerische Umfeld von Xzibit, vor allem der Alkaholiks. Ansonsten typischer Battle-Rap.
  - Mit Erick Sermon und J-Ro & Tash Of Tha Liks
  - Produziert von Erick Sermon
7. Kenny Parker Show 2001 (4:45) – Ahmt einen live Freestyle nach. Vom Inhalt typischer Battle-Rap.
  - Mit KRS One
  - Produziert von Xzibit & Thayod
8. D.N.A. (Drugs-N-Alkahol) (4:36) – Der Titel bedeutet auf Deutsch „Drogen und Alkohol“ und soll veranschaulichen, dass dieses Lied nach Genuss eben solcher Dinge entstanden ist. Ansonsten typischer Battle-Rap.
  - Mit Snoop Dogg
  - Produziert von Rick Rock
9. Double Time (2:50) – Der Titel (auf Deutsch in etwa „Doppelt Zeit“) beschreibt die Tatsache, dass bei jeder zweiten Zeile jeweils das erste Wort oder der erste Ausdruck wiederholt wird. Ansonsten Battle-Rap.
  - Produziert von Erick Sermon
10. Don’t Approach Me (4:35) – Xzibit & Eminem bringen zum Ausdruck, wie sehr sie aufdringliche Fans nerven, die ständig vor ihren Häusern stehen und Autogramme wollen und pochen auf ihr Recht auf Privatsphäre.
  - Mit Eminem
  - Produziert von Eminem
11. Rimz & Tirez (4:51) – Xzibit, Defari, Goldie Loc & Kokane schwärmen über verschiedene Autos; Der Titel bedeutet übersetzt „Felgen und Reifen“.
  - Mit Defari, Goldie Loc & Kokane
  - Produziert von Soopafly
12. Fuckin’ You Right (3:42) – Xzibit erzählt über seine sexuellen Erfahrungen & die Lehren, die er daraus gezogen hat.
  - Produziert von Soopafly
13. Best Of Things (3:20) – Battle-Rap
  - Produziert von Dr. Dre
14. Get Your Walk On (3:39) – Battle-Rap
  - Produziert von Mel-Man & Battle Cat
15. Sorry I’m Away So Much (3:58) – Das Lied ist Xzibits Sohn gewidmet und soll eine Entschuldigung für Xzibits häufige Abwesenheit sein; der Titel lautet übersetzt „Entschuldigung, dass ich so oft weg bin“.
  - Mit Suga Free & DJ Quik
  - Produziert von DJ Quik
16. Loud & Clear (3:33) – Battle-Rap
  - Mit Butch Cassidy, Defari & King T
  - Produziert von Battle Cat

## Veröffentlichungen und Charterfolge
Restless wurde am 12. Dezember 2000 in den USA und am 11. Dezember 2000 in Deutschland veröffentlicht. Es erschien auch in unzähligen anderen Ländern, in denen Sony Music Entertainment Inc. agierte. Die erste Singleauskopplung war X, auf dessen B-Seite Double Time sowie ein Remix der nicht auf dem Album enthaltenen Single Year 2000. Darauf folgte die Auskopplung von Front 2 Back mit Alkaholik und einem Remix von X auf der B-Seite. Dritte Single war Get Your Walk On.

## Versionen
Restless erschien in drei verschiedenen Versionen: Als unzensierte & zensierte CD sowie als Schallplatte.